# De hondsdagen
De hondsdagen is een roman van de Belgische auteur Hugo Claus, voor het eerst verschenen in 1952 bij uitgeverij De Bezige Bij.
De tekst verscheen vooraf in het Nieuw Vlaams Tijdschrift.

## Inhoud
Philip De Vogel is een jonge schilder die in Brugge woont. In hotel de Shamrock in Gent ontmoet hij een bevriende schilder, Tsjecho. Samen gaan ze op zoek naar Bea, een joods weesmeisje uit de Kempen. Bea wordt sinds de oorlog opgevangen door madame Micky, een bordeelhoudster in Deinze. Bea wil niet meer naar de kostschool. Ze vinden haar bij Hensen, een homo die soms vrouwenkleren draagt.
In Brugge woont Philip samen met Lou. Tijdens de zomerdagen aan de kust werd zij ongewenst zwanger van hem. Ze zoekt een dokter die een illegale abortus wil plegen.

## Personages
- Philip De Vogel: jonge schilder die in Brugge woont.
- Tsjecho: schilder met een atelier in Gent.
- Bea (Beatrice): joods weesmeisje uit de Kempen, pleegdochter van madame Micky.
- Madame Micky: bordeelhoudster in Deinze die Bea opvangt.
- Hensen: homoseksuele travestiet.
- Lou: minnares van Philip, die ongewenst zwanger wordt.
- Brand: advocaat van Hensen.
- André: schilder die overleed aan tuberculose.
- Druon: oom van Tsjecho, caféhouder.
- Helene: huisgenote van Hensen.
- Monique: prostituee in Deinze.
- Hanny: prostituee in Deinze zonder verblijfsvergunning.
- Zotte April: koetsier.

## Stijl
De hondsdagen zijn de warmste dagen van de zomer. Tijdens deze dagen werd Lou zwanger van Philip.
Claus experimenteerde met verteltechnieken. Meestal worden de ervaringen van Philip weergegeven in de derde persoon, maar soms ook in de eerste persoon. Zijn gedachten kunnen plots verspringen naar herinneringen, dromen of fantasieën. Er is veel inwendige monoloog. Er zitten invloeden in van modernistische schrijvers als James Joyce en William Faulkner. 
Voor de jaren 1950 zaten er controversiële onderwerpen in als abortus, prostitutie, homoseksualiteit en travestie. Aanvankelijk kwamen er negatieve kritieken, maar in latere decennia verwierf het boek literaire erkenning.

## Verwijzingen
1. ↑  De Bezige Bij.
2. ↑  Lexicon van literaire werken.
3. ↑  Lexicon van literaire werken: waarderingsgeschiedenis.